# Фуллерит
Фуллери́т (англ. fullerite) — молекулярные кристаллы, продукты объемной полимеризации сферических углеродных молекул фуллеренов C60  при давлении от 130 тысяч атмосфер и температуре 820-830 °C (если иметь в виду ультратвёрдый его вариант и первоначальные условия получения). Полученный материал полностью сохраняет жесткую структуру фуллеренов, которые при полимеризации соединяются между собой прочными алмазоподобными связями. Это приводит к появлению пространственных каркасов, имеющих аномально высокую жесткость и твердость.
Созданный в Технологическом институте сверхтвердых и новых углеродных материалов (ТИСНУМ) в Троицке в 1998 году ультратвёрдый вариант фуллерита (названный тиснумитом в честь самого института) является самым твёрдым известным материалом (веществом) — примерно в 2 раза превосходит алмаз.

## История
Впервые твердый фуллерит наблюдали В. Кретчмер и Д. Хаффман в мае 1990 года в одной из лабораторий Института ядерной физики в г. Гейдельберг (Германия). Фуллерит является аллотропной формой чистого углерода, принципиально отличается как от алмаза, так и от графита.
Есть сведения о возможности образования фуллерита в естественных условиях (фуллерит отправлен в классификацию минералов, к классу самородных элементов группы углерода).

## Свойства
При нормальных условиях (300 К) молекулы фуллерена образуют гранецентрированную кубическую (ГЦК) кристаллическую решётку.
Период такой решётки составляет а = 1,417 нм, внешний радиус молекулы фуллерена С60 составляет 0,708 нм, расстояние между соседними молекулами С60 равно 1,002 нм. Плотность фуллерита составляет 1,7 г/см³, что значительно меньше плотности графита (2,3 г/см³) и тем более алмаза (3,5 г/см³). Это связано с тем, что молекулы фуллерена, расположенные в узлах решётки фуллерита, полые.
Поскольку силы взаимодействия между молекулами С60 в кристалле малы, а симметрия очень высока, то при температуре выше 260 К молекулы фуллерена вращаются (представляя собой таким образом фазу пластического кристалла), и к ним вполне применима модель шарового слоя. Частота вращения, разумеется, зависит от температуры, и при Т = 300 К равна приблизительно 1012 Гц. При понижении температуры (Т < 260 K) вращение молекул фуллерена прекращается. При Т = 260 К происходит изменение кристаллической структуры фуллерита (фазовый переход 1-го рода) с одновременным замораживанием вращательного движения молекул вследствие увеличения энергии межмолекулярного взаимодействия. Так называемая низкотемпературная фаза фуллерита имеет простую кубическую решётку.
Элементарная ячейка кристаллической решётки фуллерита содержит 8 тетраэдрических и 4 октаэдрических пустот, каждая из которых окружена соответственно 4 и 6 молекулами С60. Размеры октаэдрических пустот составляют 0,42 нм, тетраэдрических — 0,22 нм.
В низкотемпературной фазе фуллерита на каждую молекулу С60 приходится две тетраэдрические и одна октаэдрическая межузельные пустоты со средними линейными размерами, приблизительно, 2,2 Å и 4,2 Å, соответственно
Фуллериты достаточно устойчивы химически и термически, хотя и представляют собой фазу, термодинамически невыгодную относительно графита. Они сохраняют стабильность в инертной атмосфере вплоть до температур порядка 1200 К, при которых происходит образование графита. Образования жидкой фазы вплоть до этих температур не наблюдается. В присутствии кислорода уже при 500 К наблюдается заметное окисление с образованием CO и CO2. Химической деструкции фуллерита также способствует наличие следов растворителей. Фуллериты достаточно легко растворяются в неполярных ароматических растворителях и в сероуглероде CS2.
Благодаря тому, что молекулы фуллеренов в фуллерите сближены, из них могут быть получены различные олигомеры и полимерные фазы под действием света, облучения электронами или давления. При давлении до 10 ГПа получены и охарактеризованы орторомбическая фаза, состоящая из линейных цепочек связанных между собой молекул С60, а также тетрагональная и ромбоэдрическая фазы, состоящие из слоев с тетрагональной и гексагональной сетями межмолекулярных связей, соответственно.
Существуют данные об образовании из фуллерита ферромагнитных полимеризованных фаз (так называемый магнитный углерод) под действием давления и температуры, хотя природа этого явления и сами данные не вполне однозначны. Существование таких фаз может быть связано с образованием дефектов, присутствием примесных атомов и частиц, а также с частичным разрушением молекул фуллерена. При давлениях свыше 10 ГПа и температурах свыше 1800 К происходит образование алмазных фаз, причем при определённых условиях могут быть получены нанокристаллические алмазы. Отмечают, что образование алмазов из фуллерита происходит при более низких температурах по сравнению с графитом.
Особенностью фуллеритов является присутствие сравнительно больших межмолекулярных пустот, в которые могут быть внедрены атомы и небольшие молекулы. В результате заполнения этих пустот атомами щелочных металлов получают фуллериды, проявляющие сверхпроводящие свойства при температурах до 20—40 К.